# Монахов, Герман Валентинович
Ге́рман Валенти́нович Монахов (род. 10 июня 1953, СССР) — советский футболист и тренер.
Всю карьеру провёл во второй лиге СССР в составе рыбинского — андроповского «Сатурна». Выступал на позиции защитника, всего за команду с 1976 по 1987 год провёл 382 матча и забил 11 мячей. В 1978 году был также в составе команды первой лиги «Шинник» Ярославль, но матчей не играл.
В 1985 году был в составе тренерского штаба «Сатурна». После окончания карьеры, в 1995 году входил в тренерский штаб рыбинского «Вымпела».